# Episodi di Oltre i limiti (quinta stagione)
La quinta stagione della serie televisiva Oltre i limiti negli Stati Uniti d'America dal 22 gennaio al 20 agosto 1999 sull'emittente Showtime.
| nº | Titolo originale              | Titolo italiano | Prima TV USA     | Prima TV Italia |
| -- | ----------------------------- | --------------- | ---------------- | --------------- |
| 1  | Alien Radio                   |                 | 22 gennaio 1999  |                 |
| 2  | Donor                         |                 | 29 gennaio 1999  |                 |
| 3  | Small Friends                 |                 | 5 febbraio 1999  |                 |
| 4  | The Grell                     |                 | 12 febbraio 1999 |                 |
| 5  | The Other Side                |                 | 19 febbraio 1999 |                 |
| 6  | Joyride                       |                 | 26 febbraio 1999 |                 |
| 7  | Human Operators               |                 | 12 marzo 1999    |                 |
| 8  | Blank Slate                   |                 | 2 aprile 1999    |                 |
| 9  | What Will the Neighbors Think |                 | 23 aprile 1999   |                 |
| 10 | The Shroud                    |                 | 30 aprile 1999   |                 |
| 11 | Ripper                        |                 | 7 maggio 1999    |                 |
| 12 | Tribunal                      |                 | 14 maggio 1999   |                 |
| 13 | Summit                        |                 | 21 maggio 1999   |                 |
| 14 | Descent                       |                 | 25 giugno 1999   |                 |
| 15 | The Haven                     |                 | 2 luglio 1999    |                 |
| 16 | Deja Vu                       |                 | 9 luglio 1999    |                 |
| 17 | The Inheritors                |                 | 16 luglio 1999   |                 |
| 18 | Essence of Life               |                 | 23 luglio 1999   |                 |
| 19 | Stranded                      |                 | 30 luglio 1999   |                 |
| 20 | Fathers & Sons                |                 | 6 agosto 1999    |                 |
| 21 | Star Crossed                  |                 | 13 agosto 1999   |                 |
| 22 | Better Luck Next Time         |                 | 20 agosto 1999   |                 |